# Goltzius et la Compagnie du Pélican
Pour plus de détails, voir Fiche technique et Distribution.
Goltzius et la Compagnie du Pélican (Goltzius and the Pelican Company en version originale) est un film biographique néerlando-franco-anglo-croate réalisé par Peter Greenaway et sorti en 2012. Le film raconte l'histoire du peintre néerlandais Hendrik Goltzius.

## Synopsis
Hendrik Goltzius est un célèbre peintre et graveur d’œuvres érotiques du XVIe siècle. Il aimerait ouvrir une imprimerie pour éditer des livres illustrés et sollicite donc le Margrave d’Alsace auquel il promet un livre extraordinaire rassemblant des images et des histoires de l’Ancien Testament. Ils décrivent les contes érotiques de Loth et ses filles, David et Bethsabée, Samson et Dalila, ou encore Saint Jean-Baptiste et Salomé. Pour le séduire davantage, il lui offre alors de mettre en scène ces histoires érotiques pour sa cour.

## Fiche technique
- Titre : Goltzius et la Compagnie du Pélican
- Titre original : Goltzius and the Pelican Company
- Réalisation : Peter Greenaway
- Scénario : Peter Greenaway
- Photographie : Reinier van Brummelen
- Montage : Elmer Leupen
- Musique : Marco Robino
- Producteur : Kees Kasander
  - Coproducteur : Mike Downey, Catherine Dussart, Igor Nola, Sam Taylor et Suza Horvat
  - Producteur délégué : Phil Hunt, Ineke Kanters et Compton Ross
  - Producteur associé : Fenella Ross et Elliot Ross
- Production : Kasander Film Company, Film and Music Entertainment Ltd. et Catherine Dussart Productions
- Distribution : Corentin Dong-Jin Sénéchal, Daniel Chabannes de Sars, Bankside Films et Epicentre Films
- Pays de production :  Pays-Bas,  France,  Royaume-Uni,  Croatie
- Genre : biographique
- Durée : 116 minutes
- Dates de sortie :
  - Pays-Bas : 30 septembre 2012 (Festival du cinéma néerlandais)
  - Russie : 16 mai 2013
  - États-Unis : 17 mai 2013 (Festival international du film de Seattle)
  - France : 5 février 2014

## Distribution
- F. Murray Abraham : le margrave d'Alsace
- Ramsey Nasr : Hendrik Goltzius
- Kate Moran : Adaela
- Giulio Berruti : Thomas Boethius
- Anne Louise Hassing : Susannah
- Flavio Parenti : Eduard
- Lars Eidinger : Quadfrey
- Halina Reijn : Portia
- Pippo Delbono : Samuel van Gouda
- Francesco De Vito : Rabbi Moab
- Vincent Riotta (en) : Ricardo del Monte
- Lisette Malidor : Ebola
- Maaike Neuville : Isadora